# Creos
Creos est une société gestionnaire de réseaux d'électricité et de conduites de gaz naturel au Grand-Duché de Luxembourg. À ce titre, elle planifie, réalise et entretient les réseaux électriques haute, moyenne et basse tension et les conduites de gaz naturel haute, moyenne et basse pression, dont elle est propriétaire ou dont elle a été chargée de la gestion.

## Histoire
Creos est née des suites de la fusion entre la Cegedel (Compagnie grand-ducale d'électricité du Luxembourg), société concessionnaire fondée en 1928 qui distribuait à l'époque 70 % des besoins en électricité du pays, Soteg (lb) le principal fournisseur de gaz à Luxembourg et Saar Ferngas (de), une société de distribution créée en 1929 dans la Sarre. Le 23 janvier 2009, toutes les parts des actionnaires de Cegedel et Saar Ferngas sont transférées dans Soteg. Cette dernière, après avoir lancé avec succès une offre publique obligatoire sur toutes les parts non encore en sa possession, se restructure profondément avec effet rétroactif au 1er janvier 2009 et donne naissance à un nouveau groupe énergétique. Baptisé Enovos, celui-ci comprend la société mère, Enovos International, et deux principales filiales : Creos Luxembourg (anciennement Cegedel) chargée des activités réseaux et Enovos Luxembourg chargée des activités de production, de vente et de commercialisation. Enovos et Creos disposent chacune d'une filiale pour desservir le marché allemand : Enovos Deutschland et Creos Deutschland (de),.
Les deux années suivantes, Creos consolide sa position sur le marché luxembourgeois. En 2010, elle étoffe son réseau de transport de gaz avec un réseau de distribution et rachète les réseaux de gaz naturel de Luxgaz Distribution, la gestion des activités commerciales étant confiée à Enovos Luxembourg. Au 1er janvier 2011, la Ville de Luxembourg cède ses réseaux d'électricité et de gaz naturel ainsi que ses équipes à Creos contre une participation dans son actionnariat. La part de l'actionnariat public passe ainsi de 5,71 % à 24,57 % ,. 
Afin de distinguer plus nettement la société mère de ses filiales, le fournisseur d'énergie Enovos et le gestionnaire de réseaux Creos, Enovos International a une nouvelle identité graphique depuis 2016 et s'appelle désormais Encevo .  Fin juillet 2018, le groupe d'investissement Ardian cède sa participation minoritaire dans Encevo à hauteur de 24,92% à China Southern Power Grid, le deuxième opérateur de réseaux en Chine et dans le monde,.
À la suite d'une réorganisation du groupe Encevo en Allemagne fin octobre 2021, Creos Luxembourg a vendu sa participation dans Creos Deutschland Holding GmbH,. Depuis le 1er juillet 2023, Laurence Zenner, jusqu'alors à la tête de CFL Cargo, est devenue la nouvelle CEO de Creos Luxembourg.
Creos a des participations dans les sociétés suivantes : 
1. Luxmetering, un groupement d'intérêt économique qui prend en charge toutes les opérations liées au comptage intelligent ;
2. Balansys, une joint-venture entre Creos et Fluxys Belgium qui a pour objet l’intégration des secteurs de marché du gaz naturel H belges et luxembourgeois dans une zone unique ;
3. Ampacimon, société exerçant dans le domaine de la surveillance des réseaux électriques ;
4. NEXXTLAB, société qui développe des solutions digitales de gestion, en temps réel, des interactions entre les acteurs du marché de l’électricité [15],[16]  ;
5. TSCNet, une entreprise européenne qui fournit des services de coordination et de soutien à 16 gestionnaires de réseaux de transport (GRT) pour assurer le fonctionnement efficace et sécurisé des réseaux électriques en Europe ;
6. JAO, une plateforme de négociation qui héberge le principal système d’échange transfrontalier en Europe, appelé e-CAT, et qui offre une gamme complète de services, allant des ventes aux enchères pour les droits de capacité à long et court terme aux ventes aux enchères de secours pour le couplage d’un jour.

## Activités
Creos Luxembourg S.A. planifie, réalise et entretient les réseaux de transport et de distribution d'électricité et de gaz naturel au Grand-Duché de Luxembourg. Creos pose et gère les compteurs, traite les données de consommation des clients, facture la redevance d'accès aux réseaux et suit les mouvements et changements de fournisseurs. 
Au Luxembourg, à la suite de la libéralisation des marchés de l'énergie, un organisme indépendant, l'Institut luxembourgeois de régulation (ILR), organise et supervise l'accès aux réseaux. Les tarifs sont soumis à son approbation et les péages facturés aux utilisateurs sont sous sa surveillance. Les fournisseurs d'énergie sont ainsi assurés d'avoir un accès transparent aux réseaux de Creos.

## Infrastructure

### Réseau d'électricité
La plus grande partie du courant électrique au Grand-Duché de Luxembourg provient d'Allemagne via deux lignes doubles à haute tension de 220,000 volts (220 kV) raccordées au réseau allemand. Une interconnexion avec la Belgique est opérationnelle depuis la mise en service d'un transformateur-déphaseur (Phase Shifting Transformer ou PST) au Centre de Schifflange en octobre 2017 et environ 15 % de l'énergie injectée dans le réseau sont issus de la production locale (biogaz, cogénération, éolienne, hydroélectrique et photovoltaïque). L'électricité est acheminée vers les 6 postes de transformation (Flebour, Roost, Blooren, Heisdorf, Bertange et Schifflange) où la tension est abaissée de 220 à 65 kV avant d'être distribuée aux industries et grandes distributions communales. La tension de 65 kV est ensuite abaissée à 20 kV dans plus de 60 postes de transformation répartis sur l'ensemble du pays. L'énergie électrique obtenue est distribuée aux PME, villes et villages où des transformateurs baissent la tension du courant à 0,4 kV avant distribution au consommateur final. Un centre de conduite, appelé Dispatching Électricité, contrôle et gère à distance ces réseaux à haute et moyenne tension.
Au total, la longueur du réseau électrique luxembourgeois géré par Creos est de 12 278,8 kilomètres, dont 944,8 kilomètres de lignes à haute tension, 3 520,7 kilomètres de lignes à moyenne tension et 7 813,3 kilomètres de lignes à basse tension.
| Électricité               |     | 2023     |
| ------------------------- | --- | -------- |
| Flux d'énergie électrique | GWh | 4.719,0  |
| Pointe réseau électrique  | MW  | 807,0    |
| Longueur réseau           | km  | 12.278,8 |

### Réseau de gaz naturel
Grâce à ses points d'entrée avec l'Allemagne, la Belgique et la France, le Luxembourg est relié aux réseaux de gaz interconnectés à travers toute l'Europe.  Sous la surveillance du Dispatching Gaz, des conduites à haute et moyenne pression conduisent le gaz jusqu’à une soixantaine de communes raccordées au réseau gazier national.  Des stations de détente alimentant les réseaux locaux réduisent ensuite la pression du gaz. Creos assure la distribution de gaz naturel de 45 communes du pays,.
| Gaz naturel                |       | 2023    |
| -------------------------- | ----- | ------- |
| Capacité totale réseau gaz | Nm3/h | 319.000 |
| Pointe réseau gaz          | Nm3/h | 167.186 |
| Volume transporté          | GWh   | 6.369   |
| Longueur réseau            | km    | 2.204,2 |

Depuis le 1er octobre 2015, Creos et son homologue belge Fluxys Belgium, en collaboration avec leurs régulateurs respectifs ILR et CREG, ont fusionné les deux marchés nationaux dans un seul marché gazier Belux. Cette intégration, la première entre deux États membres de l'Union Européenne, s'inscrit dans la volonté de l'Union Européenne de construire un marché gazier européen sans frontière,,,. Balansys, la joint-venture de Creos et de son homologue belge Fluxys, est depuis le 1er juin 2020 le gestionnaire d'équilibrage dans la zone Belux. En d'autres termes, elle est chargée de veiller à ce que le marché du gaz soit bien alimenté, sans que l’un des deux prestataires ne doive payer de taxe d’entrée de son gaz sur le marché de l’autre.

### Centres d'exploitation
Creos dispose de quatre Centres régionaux. Ceux-ci ont pour missions de construire, exploiter, maintenir et dépanner les réseaux d'électricité et de gaz naturel.
Le Centre de Roost est responsable des régions Centre et Nord. Il regroupe les services haute, moyenne et basse tension pour l'électricité, les services moyenne et basse pression pour le gaz naturel, le magasin central ainsi que les ateliers mécaniques et électriques,.
Le Centre de Schifflange intervient dans le sud du pays.
Le Centre de Luxembourg-Ville, qui couvre la capitale et les communes limitrophes de Strassen et Hesperange, a déménagé fin 2021 ensemble avec le siège social de Strassen vers un nouveau site situé à Merl.
Le Centre de Contern contrôle et ajuste les compteurs, notamment les compteurs intelligents.
Les Dispatchings  électricité et gaz naturel avec les salles de conduite pour le contrôle et la gestion des réseaux à distance sont installés sur le site de  Bettembourg depuis le deuxième semestre 2020.

## Réseaux intelligents, électromobilité et gestion énergétique
Creos est impliqué dans trois grands projets à l'échelle nationale : les réseaux intelligents, l'électromobilité et la gestion énergétique.
Conformément à la loi du 7 août 2012 qui transpose en droit luxembourgeois la Directive européenne relative à l'efficacité énergétique, tous les compteurs de gaz et d'électricité doivent être changés sur le territoire national, indépendamment du gestionnaire de réseaux. Creos a ainsi posé 300.000 compteurs communicants (smart meters), qui enregistrent de manière détaillée la consommation et la production d'énergie, sur tout le territoire du Grand-Duché du Luxembourg, dont 250.000 compteurs d’électricité et 50.000 compteurs de gaz. L'installation dans les foyers luxembourgeois de ces nouveaux compteurs d'électricité et de gaz - appelés Smarty -  va permettre de mettre en place des réseaux dotés d'une réelle intelligence - les smart grids -  capables de surveiller les productions d'électricité décentralisées (comme les éoliennes ou les panneaux photovoltaïques), de piloter avec plus de précision les variations des injections dans les réseaux de distribution et de mieux maîtriser les pics de demande ponctuels liés à la charge des véhicules électriques. La loi du 7 août 2012 prévoit également que le système de comptage sera à même d'accueillir par la suite d'autres vecteurs comme l'eau et la chaleur,,,,.
Creos a participé à l'objectif national de mobilité électrique qui consiste à installer quelque 800 bornes de charge publiques pour les voitures électriques et les voitures plug-in hybrides à travers tout le pays. Chaque borne étant occupée de deux points de charge, le réseau - appelé Chargy - comportera à terme 1 600 emplacements de stationnement dédiés à la mobilité électrique. Creos a assuré le déploiement, l’exploitation et la maintenance de l’infrastructure de charge publique sur son réseau de distribution, soit un total de près de 700 bornes bornes sur les 800 prévues.  En janvier 2021, Creos a inauguré au Kirchberg, un quartier de la ville de Luxembourg, les deux premières bornes de charge ultra-rapides SuperChargy. Fin 2023, 60 bornes SuperChargy à courant continu (DC) ont été réparties sur les principaux axes routiers et autoroutiers du pays ainsi que sur certains parkings Park & Ride (P+R)t. 
Le gestionnaire de réseaux se prépare également à la troisième révolution industrielle voulue par le gouvernement luxembourgeois. Cette convergence des technologies de l'information, des énergies renouvelables et des moyens de transport aura en effet un impact sur la manière de gérer les réseaux électriques. Pour anticiper cette évolution, Creos participe depuis 2023 à deux grands projets d'envergure nationale. Le premier projet s'appelle Leneda. Il rassemble Creos, les autres réseaux de distribution et les fournisseurs en collaboration avec le ministère de l’Énergie et l’Institut Luxembourgeois de Régulation (ILR). Il a pour objectif de collecter toutes les données de consommation et de production de gaz et d’électricité, de les mettre à disposition des différents acteurs du marché et de simplifier les communications entre eux. Le deuxième projet a pour nom Alva. Opérationnel depuis septembre 2023 et  développé par DataThings, une spin-off de l'Université de Luxembourg, ce jumeau numérique de Creos lui permettra à terme des analyses avancées de l’utilisation et de la charge des réseaux pour ainsi optimiser son efficacité opérationnelle. 
Toujours en quête d'efficacité énergétique, Creos mène également, en collaboration avec le Luxembourg Institute of Science and Technology et l'Interdisciplinary Centre for Security, Reliability and Trust (SnT) de l’Université du Luxembourg, le projet FlexBeAn axé sur la flexibilité et l’analyse du comportement des utilisateurs.[source insuffisante]